# Rauher Jakob
Der Rauhe Jakob ist eine 568,6 m ü. NN hohe Bergkuppe im Harz im Landkreis Harz, Sachsen-Anhalt (Deutschland).
Seine Kuppe liegt im Unterharz innerhalb des Naturparks Harz/Sachsen-Anhalt. Sie befindet sich rund 2,7 km südsüdöstlich von Elend und etwa 3 km (je Luftlinie) nordnordwestlich von Tanne. Ein etwa 1.000 m nordöstlich vom Hauptgipfel gelegener Nebengipfel des Rauhen Jakobs ist die Ramsenhöhe (550,2 m ü. NN).
Etwa 1,1 km südöstlich seiner bewaldeten Kuppe vereinigen sich der Kleine und Große Allerbach zum Allerbach, nördlich des Bergs fließt der Spielbach; beides sind linke Zuflüsse der Warmen Bode.